# AVIF
AVIF（AV1 Image File Format）は、AV1で圧縮された画像または画像シークエンスをHEIFコンテナフォーマットに保存するためのオープンでロイヤリティフリーな画像ファイルフォーマットの仕様である。同じコンテナフォーマットのISOBMFF上に構築され、圧縮にHEVCを使用するHEICと競合している。AVIFの仕様のバージョン1.0.0は2019年2月に規格化された。
2020年にNetflixが行った多くのテストで、AVIFはJPEGよりも圧縮効率が優れているだけでなく、細部がより維持され、ブロックノイズが減り、自然の画像、文字列、グラフィックを合成したときのハードエッジ周りの色のにじみが少なくなった。
2024年1月以降、AVIFは主要なWebブラウザ全てでサポートされている。 

## 機能
AVIFは以下をサポートしている:
- 以下を含む複数の色空間:
  - HDR（PQ[5]またはHLG伝達関数とBT.2100の一部としてBT.2020原色体）[1]
  - SDR（sRGB/BT.709/BT.601または広色域）
  - CICP（英語版）CICP（ITU-T H.273 and ISO/IEC 23091-2）またはICCプロファイルを介した色空間伝達[6]
- 可逆圧縮と非可逆圧縮
- 8、10、12ビットの色深度s[6]
- モノクローム（アルファ/深度）または複数コンポーネント
- 4:2:0、4:2:2、4:4:4のクロマ・サブサンプリングとRGB
- 粒状性合成[7]
- 画像シークエンス/アニメーション

## プロファイル
AVIFの仕様では以下の2つの画像プロファイルが定義されている:
- AVIF Baselineプロファイル
  - AV1 Mainプロファイルを使用
  - AV1レベルは5.1以下
    - 一部のデコーダーでは大きな画像を処理できない可能性があるので、単一のコード化された画像が8K解像度を超えないことを保証するために、Baselineプロファイルではレベル5.1が選択されている。より正確には、AVIF Baselineプロファイルに準拠したコード化された画像は、総ピクセル数が8,912,896ピクセル、幅が8,192ピクセル、高さが4,352ピクセルを超えることはできない。それでも、グリッド導出を使用することでBaselineプロファイルでも大きな画像を作成できる。
- AVIF Advancedプロファイル
  - AV1 Highプロファイルを使用
  - AV1レベルは6.0以下
    - AVIF Advancedプロファイルに準拠したコード化された画像は、総ピクセル数が35,651,584ピクセル、幅が16,384ピクセル、高さが8,704ピクセルを超えることはできない。それでも、グリッド導出を使用することでAdvancedプロファイルでも大きな画像を作成できる。

## サポート
2018年12月14日、Netflixは最初の.avifサンプル画像を公開した。2020年11月にPQ伝達関数とBT.2020原色体を使用したHDRサンプル画像が公開された。

### ウェブブラウザ
- 2020年8月、AVIFを完全にサポートしたGoogle Chromeバージョン85がリリースされた[9]。Android向けのGoogle Chromeはバージョン89でAVIFのサポートが追加された[10]。
- 2021年10月、デフォルトでAVIFをサポートしたMozilla Firefox 93がリリースされた[11]。
- WebKitには2021年3月5日にAVIFのサポートが追加された。2022年9月12日にリリースされたiOS 16[12]と同年10月24日にリリースされたmacOS Ventura[13]向けのSafariにAVIFのサポートが追加された。macOS MontereyとmacOS Big Sur向けのSafari 16.4ではAVIFのサポートが遡って追加された[14]。
- Microsoft Edgeは2024年1月にリリースされたバージョン121でAVIFのサポートが追加された[15]。

### 画像ビューア
- XnView
- gThumb
- Eye of GNOME
- GNOME's Loupe[16]
- ImageMagick[17]
- IrfanView（読み取りのみ）[18]
- Gwenview[19]
- digiKam 7.7.0[20]
- プレビューと写真。

### メディアプレーヤー
- VLCは開発中のバージョン4からAVIFファイルを読み取れるようになる[21]。

### 画像エディター
- Paint.NETは2019年9月にAVIFファイルを開く機能をサポートし[22]、2020年8月の更新でAVIF形式の画像を保存できるようになった[23]。
- Colorist format conversionとDarktable RAW image dataはそれぞれサポートをリリースし、libavifのリファレンス実装を提供している。
- GIMPは2020年10月にAVIFのインポートとエクスポートをネイティブにサポートした[24]。
- IrfanView 4.57（2021年1月13日にリリース）でプラグインを経由した読み取り専用のAVIFのサポートを追加した[25][26][27]。
- Krita 5.0（2021年12月23日にリリース）でAVIFをサポートした。また、Rec. 2100HDRAVIF画像をサポートもしている[28][29]。
- Adobe Illustrator（2022年5月にリリース）にAVIFのサポートが追加された[30]。
- Pixelmator Pro 3.1（2022年11月2日にリリース）でAVIFの初期サポートが追加された[31]。
- Adobe Lightroom 7.0（2023年10月にリリース）とLightroom Classic 13（2023年10月にリリース）でAVIF形式の写真を開いたり保存したりするHDR機能が追加された[32][33]。

### 画像ライブラリ
- libavif - AVIFファイルをエンコードやデコードするための移植性のあるライブラリ。
- libheif  - ISO/IEC 23008-12:2017 HEIFとAVIFのデコーダーとエンコーダー。
- SAIL - libavif上に実装されたAVIFをサポートする形式に依存しないライブラリ。
- FFmpeg

### オペレーティングシステム
- Windows - マイクロソフトはFile Explorer、Paint、複数のAPIでのサポートを含むWindows 10 Version 1903プレビューリリースでのAVIFのサポートをサンプル画像と共に発表した。
- Android - Android 12（2021年10月4日にリリース）にAVIFのネイティブサポートが追加された[34]。
- Linux - AVIFは多くのLinuxディストリビューションでサポートされている。2020年7月にリリースされたlibavif 0.8.0でGdkPixbuf（英語版）プラグインが追加されたので、殆どのGNOME/GTKアプリケーションでAVIFがサポートされるようになった[35]。KDE Frameworksは2021年1月に「KImageFormats」ライブラリにAVIFのサポートが追加されたことで殆どのKDE/QtアプリケーションがAVIF画像の表示や保存ができるようになった[36]。Nomacs 3.16ではAVIFの表示と変換をサポートした。古いLinux向けのNomacs appimageもある。
- Appleプラットフォーム - iOS 16、iPadOS 16、macOS VenturaはAVIFをネイティブにサポートしている。AVIF画像はFinder、QuickLook、iOSのファイルアプリなどで直接表示できる。

### ウェブサイト
- Cloudflareは2020年10月3日のブログ投稿でAVIFのサポートを発表した[37]。
- Vimeoは2021年6月3日のブログ投稿でAVIFのサポートを発表した[38]。
- Joomla 5はAVIFのサポートを含みます[39]。
- Wordpress 6.5でAVIFのサポートが追加された[40]。

### プログラミング言語
- PHPはPHPバージョン8.1からGD拡張でAVIFをサポートしている[41]。
- PerlはImagerライブラリスイートを経由してサポートしている[42]。

### その他
- ExifToolはバージョン11.79（2019年12月12日にリリース）からEXIFの読み取りと書き込みのためにAVIF形式をサポートしている。